# Карчевский, Вацлав
Вацлав Карчевский (пол. Wacław Karczewski; род. 1855 год, Воля Сененска, Илжецкий уезд, Радомская губерния, Российская империя — 24 ноября 1911 года, Краков, Австро-Венгерская империя) — польский публицист, журналист и литератор.
Родился в шляхетской семье герба «Ясеньчик». Сын Феликса Францишека и Юстины (из рода баронов Гейдель). В возрасте 9 лет Вацлав остался без матери.
В молодости учился у Адольфа Дыгасиньского. В 1873—1877 годах жил в Кракове, где окончил среднюю школу, а затем учился в Высшей ремесленно-торговой школе. Там же прошёл и годичную военную службу.
В 1877—1884 годах жил в собственном имении Кучки в Радомском уезде. В 1894—1898 годах жил в Женеве.
Наибольшую известность получила драма «Лена», награждённая премией 1885 года. Много лет работал журналистом, в том числе и в «Варшавском курьере» (1888—1893). С 1900 по 1910 год работал библиотекарем в Рапперсвильском музее. Написал известные повести «В Вельгем» (1898) и «Велиский Мешек» (автобиографическая повесть). Публиковался в «Слове польском». Писал под псевдонимом Марьян Ясеньчик (пол. Marian Jasieńczyk)
В 1887 году женился на Гелене Мальчевской, дочери генерального секретаря Земского кредитного союза Радомской губернии, Юлиана Мальчевского. Брат Гелены, Яцек Мальчевский, был известным художником.